# دهکده نوازندگان (لوئیزیانا)
دهکده نوازندگان (به انگلیسی: Musicians' Village) یک منطقهٔ مسکونی در ایالات متحده آمریکا است که در نیواورلئان واقع شده‌است.